# 소형
소형(小兄)은 고구려 관등의 하나이다. 실지(失支)라고도 한다.

## 개요
대형 등과 함께 '형'에서 파생되어 나온 것으로 고구려 후기 관등 중 제11위에 해당하였다.
고구려가 멸망한 뒤 신라로 망명한 옛 고구려인(보덕국인)들에게 신문왕 6년(686년) 경관(京官)이 주어졌을 때 소형은 신라의 대사(大舍)와 동등한 자격을 받았다.

## 같이 보기
- 태대형
- 대형 (고구려)
- 위두대형
- 고구려의 관직